# Super Adventure Island
Super Adventure Island es el quinto juego de la saga Adventure Island protagonizada por Master Higgins, distribuido por Hudson Soft para la consola Super Nintendo en 1992.
En el juego, Master Higgins debe seguir el rastro de un malvado hechicero, quien le lanzó un hechizo a Tina convirtiéndola en piedra. Luego aparece un enorme águila que rapta a Master Higgins, y él cae lejos de su amor. Esto obliga al protagonista a realizar un viaje para romper el hechizo y recuperar a Tina.
Existió un título para móviles titulado Super Adventure Island (新高橋名人の冒険島 Shin Takahashi Meijin no Bōken Jima?) que, pese al título, era en realidad una versión de Wonder Boy in Monster Land y por tanto no estaba relacionado con el juego de SNES.